# SZA
Solána Imani Rowe (sinh ngày 8 tháng 11 năm 1989), nghệ danh: SZA (/ˈsɪzə/ SIZ-ə), là nữ ca sĩ, nhạc sĩ người Mỹ. Cô sinh ra tại thành phố St. Louis, bang Missouri và bắt đầu sáng tác nhạc từ đầu những năm 2010. Sau khi ra mắt hai đĩa EP, năm 2014, cô ký hợp đồng với hãng Top Dawg Entertainment và ra mắt EP thứ ba, Z. Cùng năm đó, cô đồng sáng tác "Feeling Myself" với Nicki Minaj và Beyoncé. Năm 2016, cô góp mặt trong bài hát "Consideration" của Rihanna.
Năm 2017, SZA phát hành album phòng thu đầu tay, Ctrl, và nhận được nhiều đánh giá tích cực từ giới phê bình. Album đạt hạng ba trên bảng xếp hạng Billboard 200 và được Hiệp hội Công nghiệp Ghi âm Hoa Kỳ (RIAA) chứng nhận ba lần Bạch kim. Tại lễ trao giải Grammy lần thứ 60, album mang về cho nữ ca sĩ bốn đề cử, trong đó có giải Nghệ sĩ mới xuất sắc nhất. Năm 2020, Ctrl được tờ Rolling Stone xếp vào "Danh sách 500 album xuất sắc nhất mọi thời đại".
Tháng 8 năm 2017, cô góp mặt trong đĩa đơn "What Lovers Do" của ban nhạc Maroon 5. Năm 2018, cô hợp tác với Kendrick Lamar trong ca khúc "All the Stars" từ album nhạc phim Black Panther. Ca khúc giúp cô có được các đề cử giải Quả cầu vàng cho ca khúc trong phim hay nhất và giải Oscar cho ca khúc gốc trong phim xuất sắc nhất.
Năm 2020, SZA ra mắt ca khúc "Good Days", năm 2021, cô tiếp tục phát hành "I Hate U" và góp giọng trong "Kiss Me More" của Doja Cat. Cả ba bài hát đều lọt vào top 10 của Billboard Hot 100, riêng "Kiss Me More" lập kỷ lục bài hát hợp tác giữa các nữ nghệ sĩ trụ top 10 lâu nhất và mang về cho cả hai đề cử giải Grammy hạng mục Trình diễn song ca/nhóm xuất sắc nhất. Album phòng thu thứ hai, SOS, ra mắt năm 2022 và vuơn lên hạng nhất Billboard 200, đồng thời lập kỷ lục album nhạc R&B có lượt nghe trực tuyến cao nhất trong một tuần.

## Thời thơ ấu
Solána Imani Rowe sinh ra tại thành phố St. Louis, bang Missouri và lớn lên tại Maplewood, bang New Jersey. Cha cô là giám đốc sản xuất tại đài CNN, mẹ cô làm quản lý tại AT&T. Nữ ca sĩ có một anh trai tên Daniel cũng là rapper và  một chị gái tên Tiffany Daniels.

## Sự nghiệp

### 2011-2014: Khởi đầu sự nghiệp và EPs

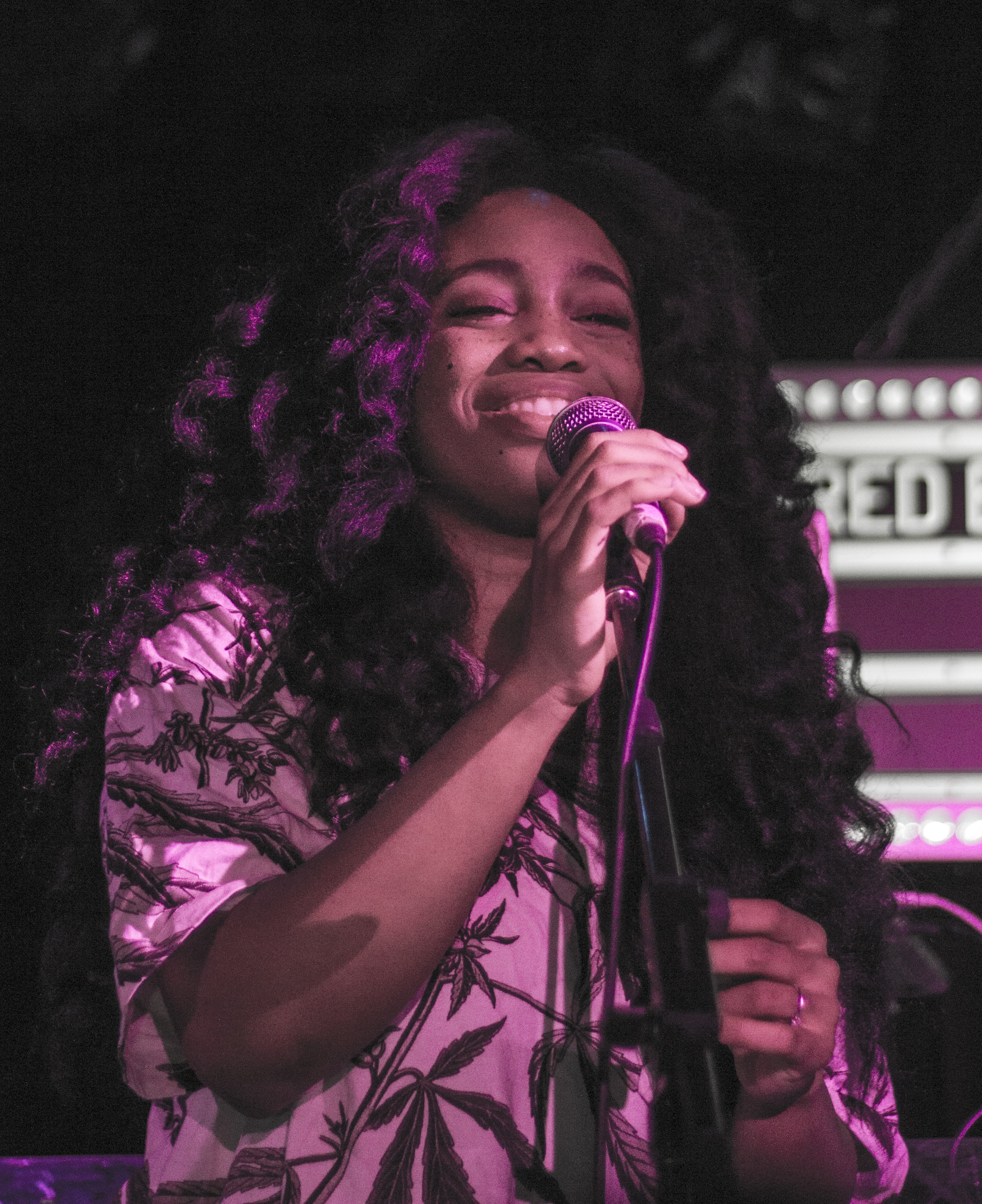
SZA biểu diễn năm 2013

SZA lần đầu gặp các thành viên của Top Dawg Entertainment trong CMJ New Music Report vào năm 2011, khi công ty quần áo của bạn trai cô ấy tài trợ cho một chương trình mà Kendrick Lamar đang biểu diễn. Âm nhạc của cô ấy ban đầu được gửi đến cho chủ tịch TDE Terrence "Punch" Henderson, người đã rất ngạc nhiên về chất lượng của dự án.Hai người vẫn giữ liên lạc với nhau và sau khi SZA bắt đầu tạo được tiếng vang với việc phát hành hai EP của cô ấy, TDE đã ký hợp đồng với cô ấy vài năm 2013, đưa cô ấy trở thành nữ nghệ sĩ đầu tiên của hãng. Bài hát ban đầu của SZA được thu âm với bạn bè và hàng xóm của cô ấy, trong đó họ "đánh cắp một số beat đập trên Internet".Vào ngày 29 tháng 10 năm 2012, SZA đã tự ra mắt EP đầu tay See.SZA.Run.

## Danh sách đĩa nhạc
- Ctrl (2017)
- SOS (2022)

## Tour diễn

### Chính
- Ctrl the Tour (2017–2018)

### Đồng hành
- The Championship Tour (với các nghệ sĩ của hãng đĩa Top Dawg Entertainment) (2018)

### Khách mời
- Jhené Aiko – Enter the Void Tour (2014)
- Jessie J – Sweet Talker Tour (2015)
- Bryson Tiller – Set It Off Tour (2017)